# St. Johann (Hafling)

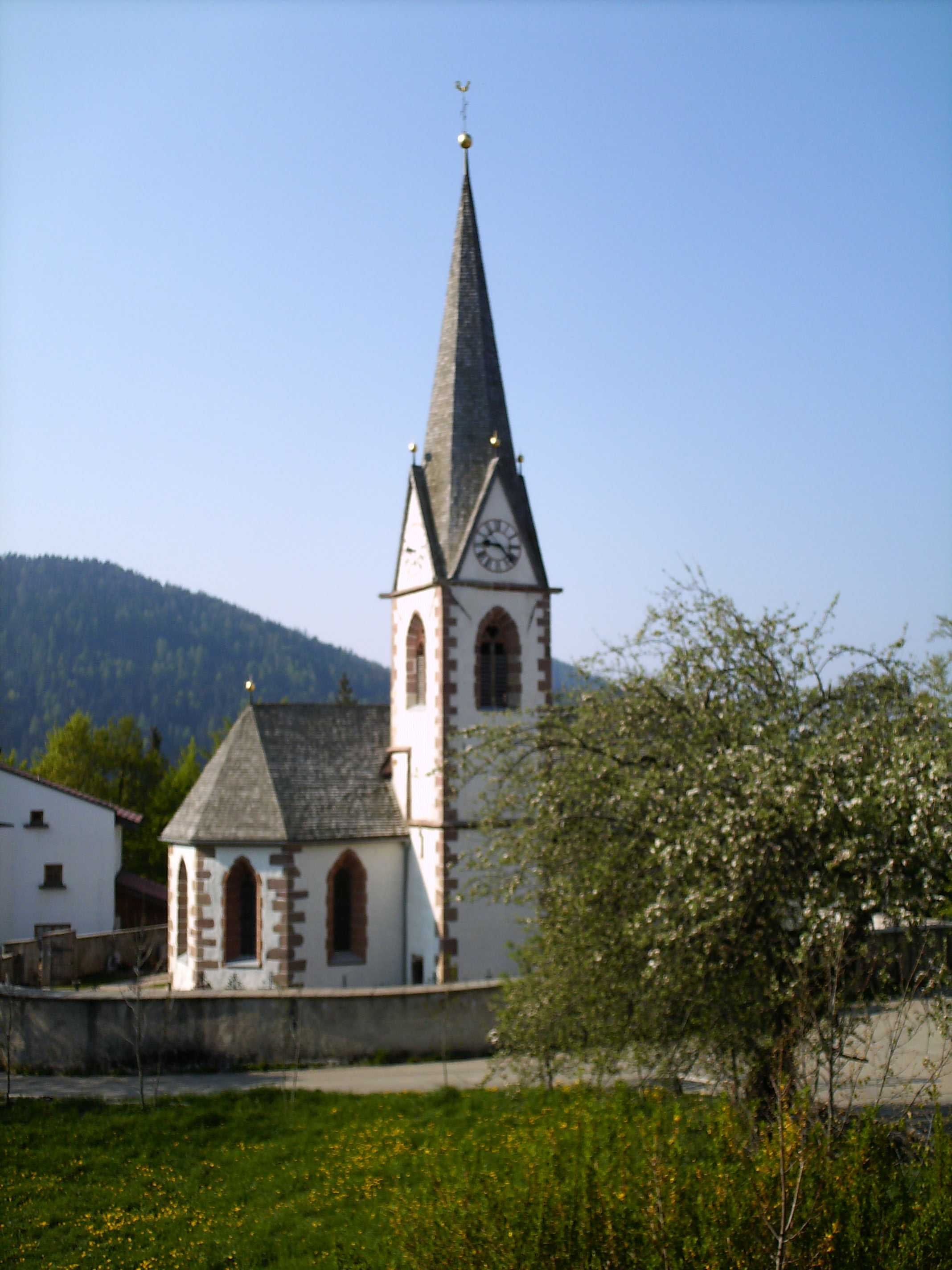
St. Johann in Hafling

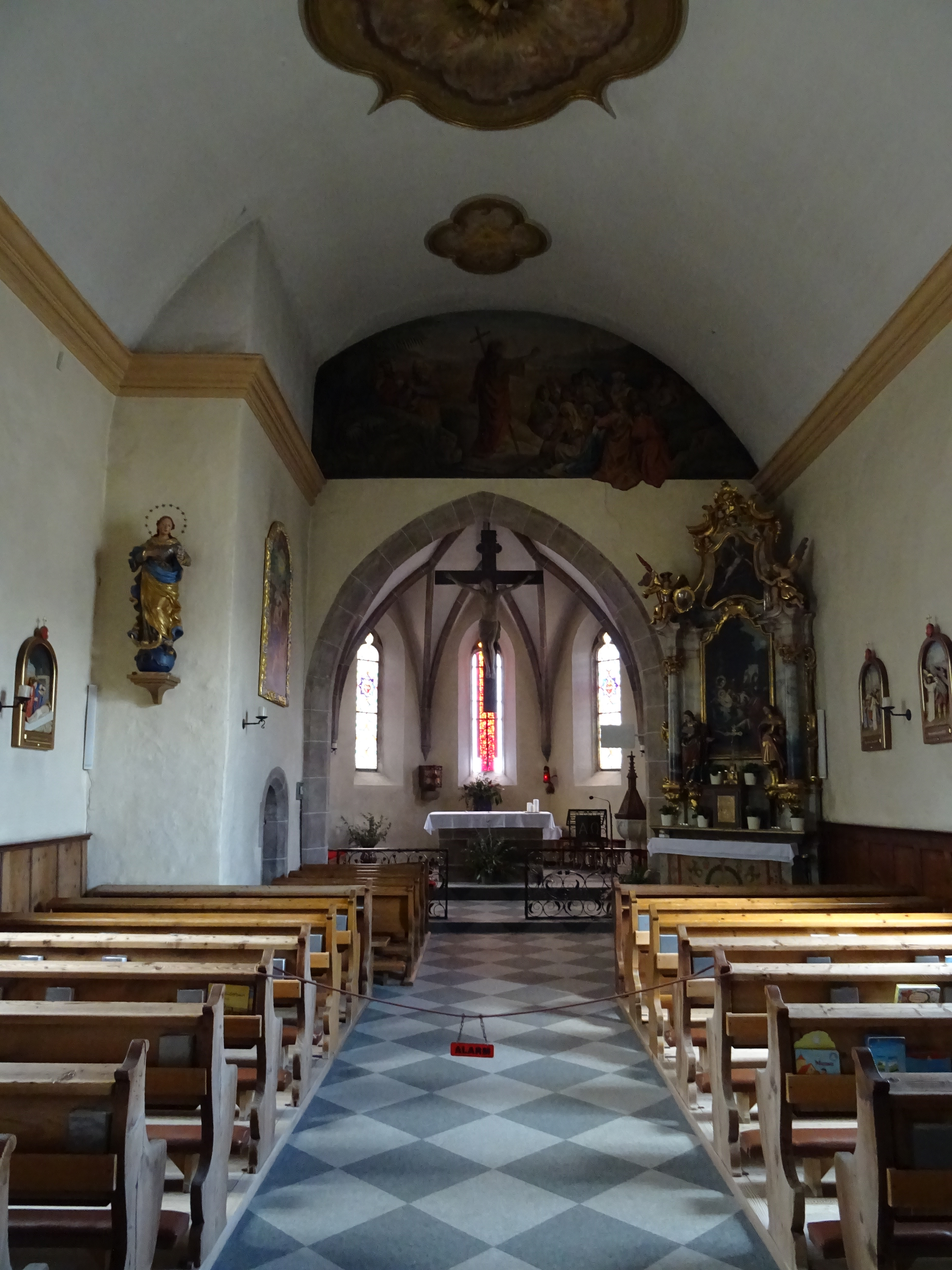
Innenraum

St. Johann (auch Pfarrkirche zur Geburt des hl. Johannes des Täufers) ist die römisch-katholische Pfarrkirche des Dorfes Hafling in Südtirol. Die Pfarrkirche, die Friedhofskapelle und der Friedhof stehen seit dem 29. August 1983 unter Denkmalschutz. Schutzpatron ist der hl. Johannes der Täufer. Das Patronatsfest ist am 24. Juni.

## Geschichte
Bis zur Gründung der eigenen Pfarre war Hafling als Filiale der Mutterpfarre Mais unterstellt. Die heutige dem hl. Johannes dem Täufer gewidmete Pfarrkirche wurde 1291 erstmals urkundlich erwähnt. Aus dieser Zeit zeugen noch die Langhausmauern und die seitlich angebaute Sakristei bzw. Friedhofskapelle. Älter als die Pfarrkirche dürfte die Nebenkirche St. Katharina sein. Zunächst fanden in den Haflinger Kirchen St. Johann und St. Katharina nur sporadisch Messen statt. Um den sonn- und feiertäglichen Gottesdienst zu besuchen, mussten die Bewohner von Hafling bis 1413 den beschwerlichen Weg herunter nach Untermais nehmen. In der Pfarrkirche von Mais stand den Bewohnern ein eigener Bereich, die sogenannte „Haflinger Kapelle“, zur Verfügung.
Am 11. Juni 1469 erfolgte eine Neuweihe; aus dieser Zeit stammen das gotische Presbyterium und der Glockenturm mit Spitzhelm. Am 26. Oktober 1526 erhielt die Kapelle des hl. Johannes einen eigenen Kuraten sowie im Umfeld der Kirche einen Friedhof. Patronatsherr der Kuratskirche wie auch der Mutterkirche war das Stift Stams. Im 17. Jahrhundert erfolgte ein Umbau, in dessen Folge das Langhaus, das bis dahin eine hölzerne Flachdecke trug, mit einem Tonnengewölbe und Wandmalereien versehen wurde. Am 29. August 1983 stellte das Südtiroler Landesdenkmalamt die Pfarrkirche, die Friedhofskapelle und den Friedhof unter Denkmalschutz. Die später eigenständige Pfarre Hafling gehört heute zur Seelsorgeeinheit Schenna in der Diözese Bozen-Brixen.

## Beschreibung
Ältester Gebäudeteil ist die seitlich angebaute, romanische Sakristei bzw. Friedhofskapelle. Das polygonale Presbyterium mit Sternrippengewölbe sowie der quadratische Glockenturm mit Spitzhelm stammen aus der zweiten Hälfte des 15. Jahrhunderts. Das Tonnengewölbe des Langhauses kam im 17. Jahrhundert hinzu. Das Fresko über dem Chorbogen schuf im 19. Jahrhundert der österreichische Maler Karl von Blaas.